# لانگ آیلند (آلاباما)
لانگ آیلند (به انگلیسی: Long Island) یک منطقهٔ مسکونی در ایالات متحده آمریکا است که در آلاباما واقع شده‌است. لانگ آیلند ۱۹۶٫۹ متر بالاتر از سطح دریا واقع شده‌است.